# Megastethodon rufinervis
Megastethodon rufinervis är en insektsart som beskrevs av Schmidt 1910. Megastethodon rufinervis ingår i släktet Megastethodon och familjen spottstritar. Inga underarter finns listade i Catalogue of Life.